# Aire (álbum de Jesse & Joy)
Aire es el quinto álbum de estudio del dúo mexicano Jesse & Joy. Fue publicado el 8 de mayo de 2020 por Warner Music Latina.

## Antedecedentes
El álbum se caracteriza por la variedad de ritmos entre la balada, el pop y el reguetón. Asimismo, el álbum marca una reinvención en los hermanos Huerta, ya que incursionan en el género reggaeton, esto después de la buena recepción que tuvo su sencillo «3 AM» junto a Gente de Zona.

## Promoción
Se desprenden del mismo algunos sencillos como: «Tanto», «Mañana es Too Late», «Lo nuestro vale más» y «Te esperé». Asimismo el 8 de mayo de 2020, el álbum fue presentado junto al sencillo «Alguien más». En este álbum, están incluidas las participaciones de J Balvin y Luis Fonsi.

## Lista de canciones
| N.º | Título                              | Duración |  |
| 1.  | «Noah's Intro»                      | 0:42     |  |
| 2.  | «Aire»                              | 2:51     |  |
| 3.  | «Alguien más»                       | 3:22     |  |
| 4.  | «Te esperé»                         | 3:36     |  |
| 5.  | «Fuego»                             | 3:18     |  |
| 6.  | «Mañana es Too Late» (con J Balvin) | 3:15     |  |
| 7.  | «Lo nuestro vale más»               | 3:27     |  |
| 8.  | «Hanna's Song»                      | 0:21     |  |
| 9.  | «Tanto» (con Luis Fonsi)            | 3:39     |  |
| 10. | «Bésame (Como un pez)»              | 3:00     |  |
| 11. | «Valió la pena»                     | 3:28     |  |
| 12. | «Love (Es nuestro idioma)»          | 3:47     |  |
| 13. | «¿En qué nos convertimos?»          | 3:03     |  |
| 14. | «Abby's Outro»                      | 0:18     |  |

## Grabaciones

### Making of Aire
El álbum cuenta con una miniserie documental llamada "Making of Aire", donde se presentan a los hermanos Huerta tras la producción del álbum junto a todo su equipo musical, comentando sobre cómo surge la idea de las canciones y las ubicaciones en las que se realizaron las grabaciones. Cada capítulo fue emitido a través del canal de Jesse & Joy en YouTube.
- Capítulo 1: «Bésame», «Mañana es Too Late» y «Tanto».
- Capítulo 2: «Fuego», «Te esperé» y «Lo nuestro vale más».
- Capítulo 3: «Love» y «Valió la pena».
- Capítulo 4: «Aire» y «¿En qué nos convertimos?».
- Capítulo 5: «Alguien más».